# هانك إرفين
هانك إرفين (بالإنجليزية: Hank Erwin)‏ هو سياسي أمريكي، ولد في 2 أبريل 1949 في برمنغهام في الولايات المتحدة. نشط حزبياً في الحزب الجمهوري. وقد انتخب عضو مجلس ولاية ألاباما.